# Falusi CSOK
A falusi CSOK a beceneve a negyedik Orbán-kormány családtámogatási intézkedés-csomagjának, amely 2019. július 1-jével lépett hatályba. (Az elnevezés arra utal, hogy a kormány a családi otthonteremtési kedvezménynek kistelepüléseken élők számára való igénybevételét, elérhetőségét kívánja elősegíteni.)

## Főbb szabályai
2019. július 1-jétől 2486 kistelepülésen használt lakás vásárlására is felvehető 1 gyermek esetén 600 ezer, 2 gyermek esetén 2,6 millió, legalább 3 gyermek esetén 10 millió forint 2022 közepéig. Hasonló feltételekkel vehető igénybe a falusi CSOK támogatás egy külterületi ingatlan esetében, ha az lakóház besorolású és megfelel a rendeletben közölt egyéb feltételeknek. A külterületi ingatlanok bárhol lehetnek az országban. Vásárlásra a felvett összeg fele fordítható, míg a másik felét korszerűsítésre és/vagy bővítésre kell felhasználni. Emellett felvehető a 10, illetve 15 milliós kamattámogatott kölcsön is.
2021. január 1-jétől a kormány módosította azoknak a településeknek a listáját, ahol a Falusi Családi Otthonteremtési Kedvezmény igénybe vehető ingatlan vásárlásra illetve felújításra.  

## Változások 2024-től
2024. januártól a családi otthonteremtési kedvezmény (CSOK) már csak a meghatározott preferált kistelepüléseken lesz elérhető, emellett a támogatási összegek is változnak.
Használt ingatlan vásárlására 2024. januártól
- egy gyermek után 600 ezer forint helyett 1 millió forintot,
- két gyermek után 2,6 millió forint helyett 4 millió forintot,
- három gyermek után 10 millió forint helyett 15 millió forint lesz igényelhető.

Ezeknek az összegeknek legfeljebb az 50 százaléka használható fel a vételár kifizetésére, a fennmaradó részt az ingatlan bővítésére és/vagy korszerűsítésére kell fordítani.
Meglévő, használt ingatlan esetén az alábbi támogatási összegeket lehet igénybe venni:
- egy gyermek után 600 ezer forintot, illetve ha csak korszerűsít az igénylő bővítés nélkül, akkor 500 ezer forintot,
- két gyermek után 2 millió forintot,
- három vagy több gyermek után 7,5 millió forintot.

2024-től a falusi CSOK segítségével már új építésű ház is megvásárolható vagy felépíthető, erre a célra
- egy gyermek után 600 ezer forintot,
- két gyermek után 2,6 millió forintot,
- három gyermek után 10 millió forintot lehet igénybe venni.